# Cédric Halin
Pour les articles homonymes, voir Halin.
Cédric Halin, né à Huy le 10 janvier 1981 , est un homme politique wallon et un haut fonctionnaire belge.

## Biographie
Cédric Halin est diplômé en sciences politiques et administration publique (ULiège).
Au niveau professionnel, Cédric Halin a entamé sa carrière dans la fonction publique fédérale. Il a notamment exercé la fonction d'Auditeur à la Cour des comptes (Belgique). Il est actuellement Inspecteur des finances au sein du Corps interfédéral de l'Inspection des finances.
Au niveau politique, il s'est fait connaître en révélant le scandale des rémunérations des membres des comités de secteur qui a mené à l'Affaire Publifin.
En 2017 il est récompensé à la cinquième cérémonie des Albert.
Il est élu bourgmestre d'Olne lors des élections communales du 14 octobre 2018.

### Carrière politique
- En 2012, il se présente aux élections communales à Olne[1], il est conseiller communal d'Olne, de décembre 2012 à novembre 2015.
- Échevin d'Olne : de décembre 2015 à novembre 2018.
- Bourgmestre d'Olne : depuis décembre 2018[3],[4].